# Дмитриј Устинов
Дмитриј Фјодорович Устинов (рус. Дмитрий Фёдорович Устинов; 30. октобар 1908 — 20. децембар 1984) био је совјетски политичар и маршал Совјетског Савеза. Био је секретар Централног комитета КПСС задужен за совјетски војно-индустријски комплекс од 1965. до 1976. и министар одбране Совјетског Савеза од 1976. до своје смрти 1984. године.
Устинов је рођен у граду Самари 1908. у руској радничкој породици. Када је постао пунолетан, придружио се Комунистичкој партији 1927. пре него што је наставио каријеру инжењера. Након што је 1934. дипломирао на Институту за војну машиноградњу, постао је грађевински инжењер у Лењинградском артиљеријском маринском истраживачком институту. До 1937. прелази у бољшевичку фабрику оружја где је на крају постао директор. Док је био народни комесар за наоружање током Другог светског рата, постигао је признање у партијским редовима тако што је успешно надгледао евакуацију индустрије Лењинграда на Уралске планине, подвиг за који је добио титулу Хероја социјалистичког рада. На крају рата, поверено му је да заплени сировине, научнике и истраживања преостале из немачког ракетног програма.
Под вођством Леонида Брежњева, Устинов се придружио Секретаријату Централног комитета и уздигао се до кандидата за члана Политбироа до 1976. године. Након његовог успона у централни партијски апарат, добио је задатак да управља одбрамбеном индустријом Совјетског Савеза и његовим оружаним снагама. До 1976. наследио је Андреја Гречка на месту министра одбране и добио чин маршала Совјетског Савеза. Након тога, Устиновљев тврдолинијашки став према Западу и безрезервна подршка стицању совјетског наоружања доминирали су политиком националне безбедности његове земље све до његове смрти 1984. године.